# Buriti Bravo

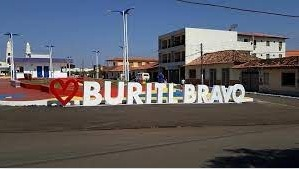
Centro de Buriti Bravo

Buriti Bravo é um município brasileiro do estado do Maranhão, Região Nordeste do país. Sua população em 2020 segundo estimativas do  IBGE é de 23.939 habitantes

## História
O início do povoamento da cidade data do ano de 1822 quando o Tenente Joaquim dos Santos comprou uma gleba de terra do Padre Francisco da Rocha e seus herdeiros.
Durante as duas primeiras décadas houve um lento progresso, sendo feito apenas as casas dos primeiros moradores. Quando se encerrou a Balaiada os irmãos João Francisco, Joaquim e Regino de Carvalho que haviam combatido os revoltosos no território da cidade decidiram se fixar no local e iniciar lavoura e pecuária utilizando da mão de obra escrava, o que fez com que o local se desenvolvesse.
O nome que mais tarde veio a batizar a cidade se deu por conta das palmeiras chamadas "Buritiranas",muito comuns na região.

## Geografia
A área do município de Buriti Bravo era de 1.581,721 quilômetro quadrado, o que o coloca na posição 59 dentre as 217 cidades do Maranhão.
Demografia
De acordo com o Censo Demográfico de 2022, a população do município de Buriti Bravo era de 22.455 habitantes e a densidade demográfica era de 14,19 habitantes por quilômetro quadrado. Comparando-se com outros municípios do estado do Maranhão, ficava nas posições 80 e 143 de 217. Já a estimativa populacional para o ano de 2024 era de 22.940 pessoas.
Educação
Em 2010, a taxa de escolarização de 6 a 14 anos de idade do município de Buriti Bravo era de 97,3%. Comparando-se com outros municípios do estado do Maranhão, ficava na posição 70 de 217. Já o Índice de Desenvolvimento da Educação Básica (IDEB), no ano de 2023, para os anos iniciais do ensino fundamental na rede pública era 5 e para os anos finais, 4,6.
| Taxa de escolarização de 6 a 14 anos de idade [2010]             | 97,3 %           |
| IDEB – Anos iniciais do ensino fundamental (Rede pública) [2023] | 5,0              |
| IDEB – Anos finais do ensino fundamental (Rede pública) [2023]   | 4,6              |
| Matrículas no ensino fundamental [2023]                          | 3.587 matrículas |
| Matrículas no ensino médio [2023]                                | 989 matrículas   |
| Docentes no ensino fundamental [2023]                            | 327 docentes     |
| Docentes no ensino médio [2023]                                  | 57 docentes      |
| Número de estabelecimentos de ensino fundamental [2023]          | 36 escolas       |
| Número de estabelecimentos de ensino médio [2023]                | 4 escolas        |

Fonte: IBGE
Economia
Em 2021, o PIB per capita do município de Buriti Bravo era de R$ 9.949,14. Comparando-se com outros municípios do estado do Maranhão, ficava na posição 87 de 217. Já o percentual de receitas externas em 2023 era de 95,57%, o que o colocava na posição 61 de 217.
| PIB per capita [2021]                                                                           | 9.949,14 R$      |
| Índice de Desenvolvimento Humano Municipal (IDHM) [2010]                                        | 0,590            |
| Total de receitas brutas realizadas [2023]                                                      | 98.743.041,11 R$ |
| Transferências correntes (Percentual em relação às receitas correntes brutas realizadas) [2023] | 95,57 %          |
| Total de despesas brutas empenhadas [2023]                                                      | 94.320.629,00 R$ |

Fonte: IBGE
| Salário médio mensal dos trabalhadores formais [2022]                                             | 2,1 salários mínimos |
| Pessoal ocupado [2022]                                                                            | 1.112 pessoas        |
| População ocupada [2022]                                                                          | 4,95 %               |
| Percentual da população com rendimento nominal mensal per capita de até 1/2 salário mínimo [2010] | 52,7 %               |

Fonte: IBGE